# TPz Fuchs
Transportpanzer Fuchs (TzP Fuchs) je německý obojživelný kolový obrněný transportér 6x6. Jeho vývoj zajistila společnost Daimler-Benz a výrobu Thyssen-Henschel. Dodavatelem nejnovějších verzí je Rheinmetall Defence. Do služby byl zaveden roku 1980. Existuje v řadě specializovaných verzí.

## Vývoj

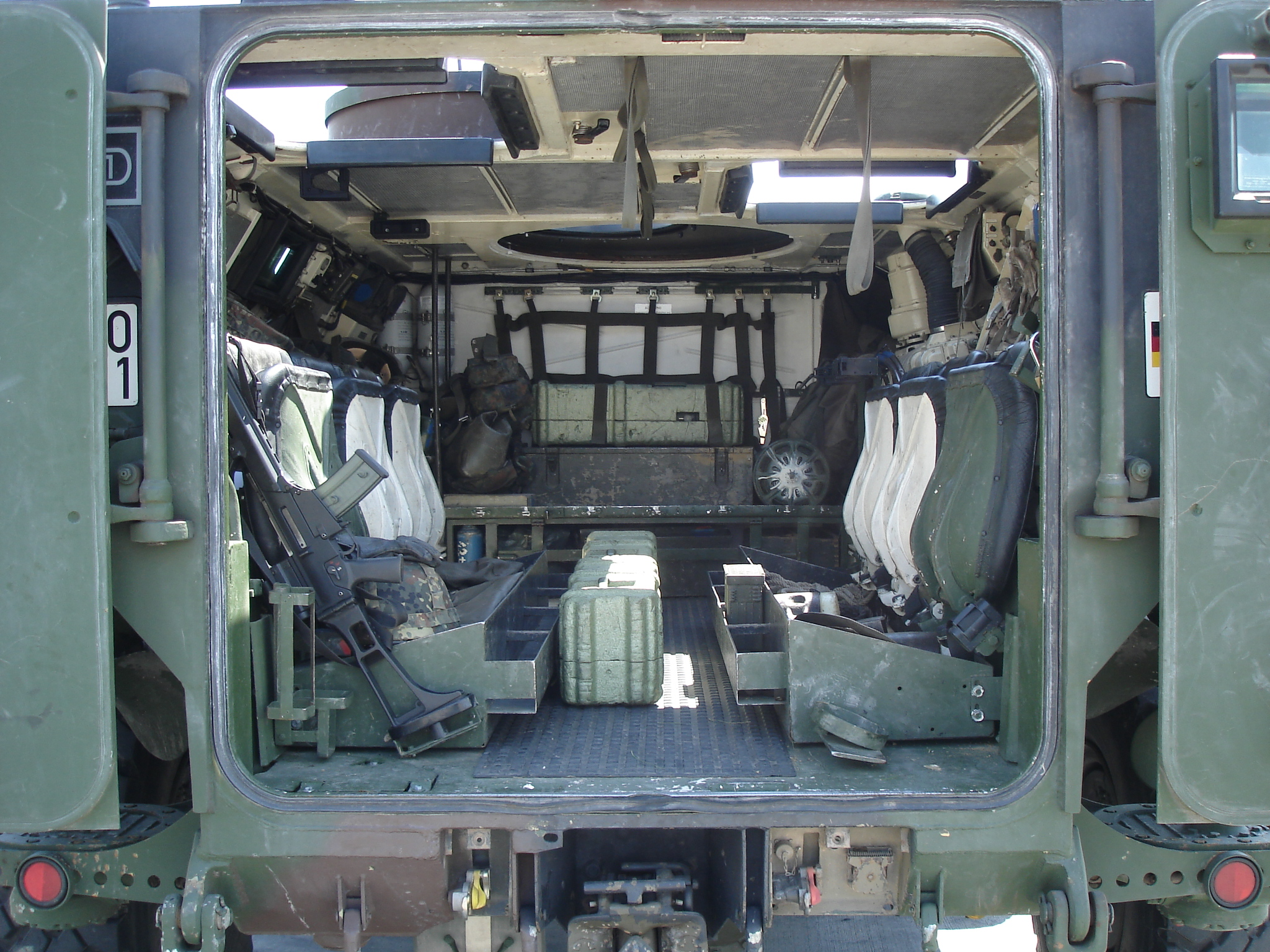
Pohled do nákladového prostoru vozidla Fuchs

Vozidlo vyvinula společnost Daimler-Benz. Jeho sériová výroba byla zahájena roku 1979 v závodě Thyssen-Henschel. První sériové vozidlo bylo dodáno v prosinci 1979. Do roku 1986 bylo pro Bundeswehr vyrobeno celkem 996 obrněných vozidel Fuchs. Vozidlo následně získalo několik zahraničních uživatelů. Celkem tak bylo vyrobeno 1236 obrněných vozidel Fuchs. Do roku 2001 bylo vyrobeno celkem 1236 vozidel Fuchs.
Roku 2001 začaly zkoušky nové generace vozidla označené TPz Fuchs 2. Jeho výrobu zajišťuje společný německo-alžírský podnik. Vozidla zakoupilo Alžírsko, Kuvajt a Spojené arabské emiráty.

## Konstrukce

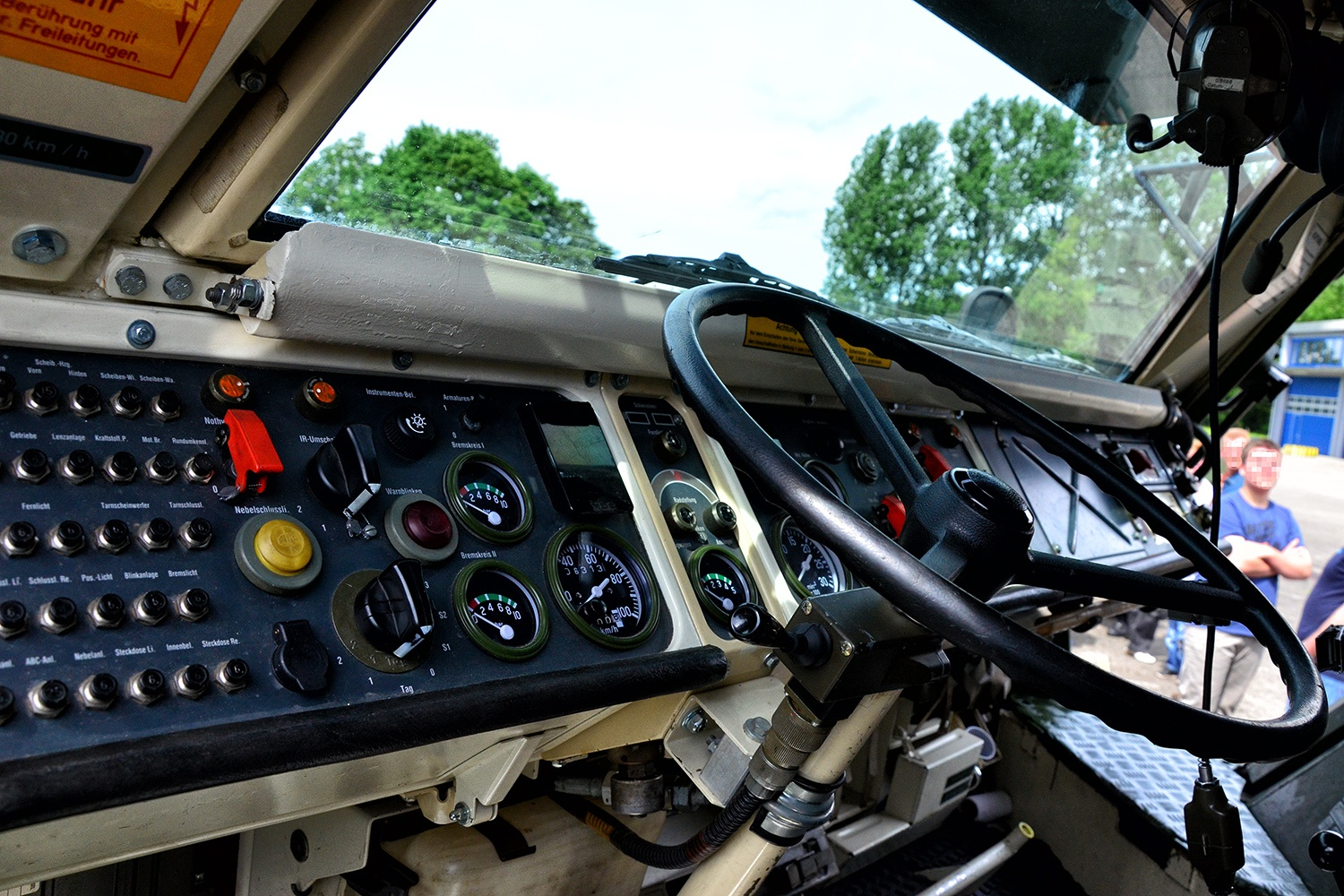
Kabina vozidla Fuchs

Vozidlo využívá řady civilních komponentů. V přídi je kabina dvoučlenné posádky, za ní se nachází motorový prostor a na zádi je prostor pro výsadek. Svařovaná korba chrání proti zbraním malé ráže a střepinám. Řidič sedí vlevo a velitel vpravo. Výhled mají skrze pancéřová skla. Ve střeše nad hlavou mají poklop. Fuchs pojme deset vojáků, nebo 3000 kg nákladu. Nákladový prostor je přístupný záďovými vraty. Kromě základního obrněného transportéru vznikla i řada odvozených verzí.
Základní výzbroj představuje velitelem ovládaný 7,62mm kulomet MG3. Některé verze nesou 12,7mm kulomet, popřípadě i kanón menší ráže. Některé verze nesou protitankové střely MILAN. Vozidlo má znak náprav 6x6 a pohon všech kol. Základní verze je obojživelná. Pohání jej vznětový osmiválec Mercedes-Benz OM 402A o výkonu 320 hp. Nejvyšší rychlost na silnici dosahuje 105 km/h. Dojezd je 800 km. Na hladině vozidlo pohání dva čtyřlisté lodní šrouby Schottel. Rychlost plavby je až 10,5 km/h.

## Varianty

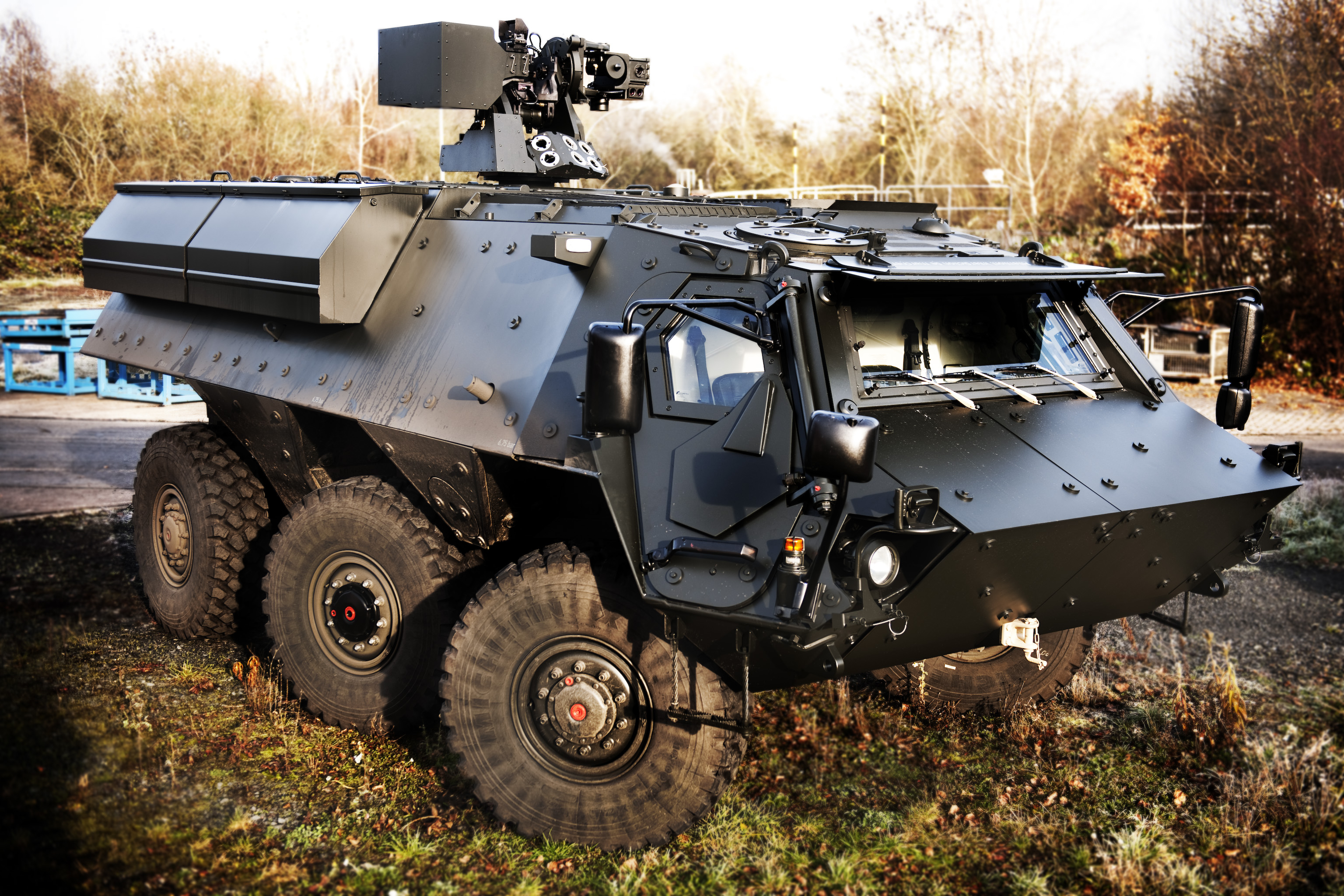
Modernizovaná verze Fuchs 2

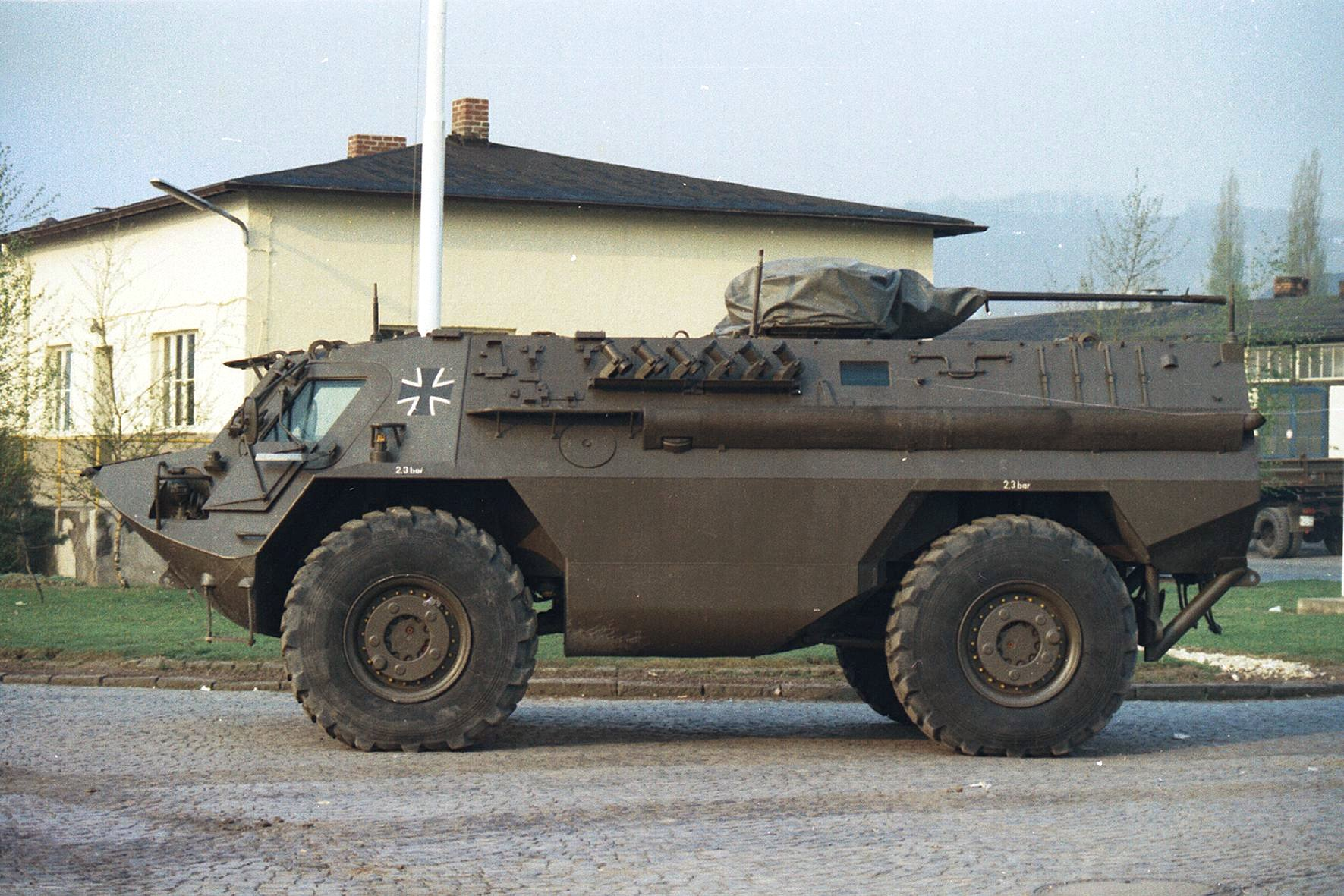
Amphibishche Pioner-Erkundungs Kfz (APE)

Fuchs byl dodán v řadě specializovaných verzí: Obrněný transportér, obrněná ambulance, ženijní vozidlo, radarové průzkumné vozidlo RASIT, vozidlo pro elektronický boj, velitelské vozidlo, vozidlo pro radiační, chemický a biologický průzkum, nosič 81 minometu, nosič 120mm minometu, podpůrné vozidlo, bojové vozidlo pěchoty s 20–25mm kanónem. Některé verze byly určeny pro export.
Označení v rámci Bundeswehru:
- Fuchs TpZ 1 – Základní verze. Obrněný transportér, obrněná ambulance a ženijní vozidlo.
- Fuchs TpZ 1A1 – Elektronický boj.
  - Fuchs TPz 1A2
    - TPz 1A2/FuFu – Velitelské vozidlo.
    - TPz 1A2/PARA – Radarové průzkumné vozidlo RASIT.

  - Fuchs TPz 1A3 – Vozidlo pro radiační, chemický a biologický průzkum.
  - Fuchs TPz 1A4 – Rádio SEM 80/90.
  - Fuchs TPz 1A5
  - Fuchs TPZ 1A6 – Fuchs TPz 1A3 vybavené rádiem SEM 80/90.
  - Fuchs TPz 1A7 – Velitelské vozidlo.
  - Fuchs TPz 1A8 – Vozidlo pro pyrotechniky.

Další verze:
- M93 Fox – Americká verze pro radiační, chemický a biologický průzkum.
- Amphibishche Pioner-Erkundungs Kfz (APE) – Odvozené průzkumné vozidlo se znakem náprav 4x4. Pouze prototyp.[4]
- Fuchs 8x8 – Pouze dva prototypy.
- Transportpanzer Fuchs 2 – Vylepšená verze s nosností až 4000 kg. Není obojživelná.
- Wildcat 30 SPAAG – Protiletadlový systém na podvozku vozidla Fuchs. Vybaven věží se dvěma 30mm kanóny Mauser Mk.30F. Představen roku 1981. Vyrobeno šest prototypů. Systém nenašel kupce.[5]

## Uživatelé

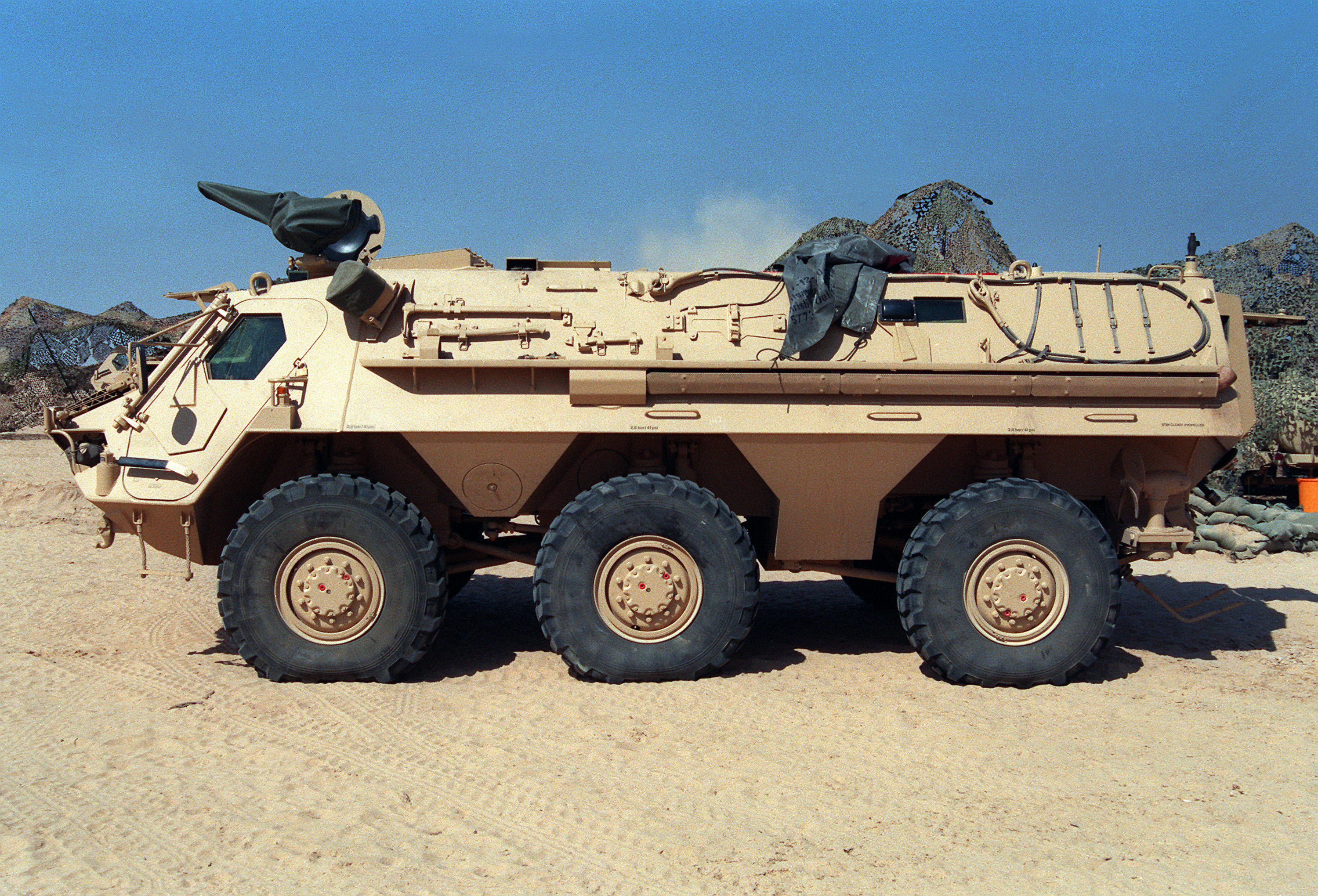
Americké vozidlo M93 Fox

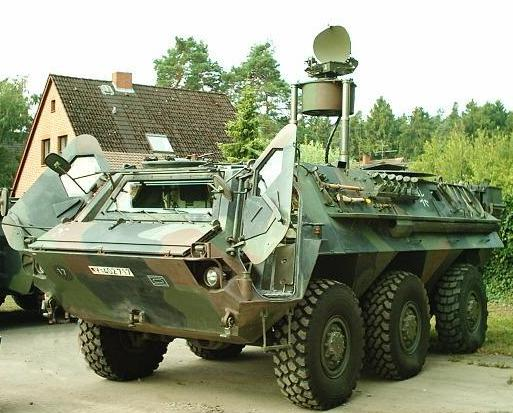
Fuchs RASIT je vybaven průzkumným radarem

### Současní
- Německo
- Nizozemsko
- Turecko
- Saúdská Arábie
- USA
- Venezuela